# Brevera Palmera
Brevera Palmera-1 es un cultivar de higuera de tipo Higo Común Ficus carica, unífera es decir con una sola cosecha por temporada, los higos en verano-otoño que tienen forma alargada como las brevas de ahí la confusión desde tiempos antiguos en su denominación en la isla de La Palma, con higos de epidermis con color basal negro-púrpura, y con sobre color de bandas regulares ausentes, zonas irregulares verdes, con lenticelas en una cantidad intermedia y de un tamaño pequeño a mediano de color rosa. Material localizado  en la isla de La Palma del archipiélago de las Islas Canarias (España).

## Sinonimia
- “Breva” en el archipiélago canario,[5][6][7]
- “Breval”
- “Brevala”
- “Brevera Negra”
- “Higuerita Breval”
- “La Gomera”
- “Moruna”
- “Negra”
- “Preval”

## Historia
Según las crónicas de los primeros exploradores que llegaron al archipiélago de las islas Canarias, ya atestiguaron de la presencia de higueras y del consumo de higos en su dieta cotidiana, por parte de la población aborigen de Gran Canaria.
Entre las higueras que se desarrollan en las islas Canarias, las hay descendientes de variedades llevadas desde la península ibérica, en algunos casos con nombre bastante próximo a las variedades originarias, como 'Burgazote', 'Bergasota', 'Birasote Brevasote', 'Brigasota', 'Bruja', Brujasote (de 'Burjasot' o Bordissot, variedad valenciana/balear/catalana, que podría proceder del norte de África, al menos la B. negra), la 'Nogal' (tal vez la 'Ñogal' o 'Añogal' que llegaría desde Turquía a la península en época hispanomusulmana sustraída por un embajador cristiano del Califato de Córdoba, según relatos antiguos), pero también otras anteriores más antiguas, traídas de tierras bereberes, ya cultivadas por los guanches y exclusivas de Canarias, como parece ser la 'Brevera Tarajal' y muchas otras variedades.
Hay un tema en el cual los campesinos de las distintas islas de Canarias no se ponen de acuerdo, y se trata de a qué es lo que se entiende por higo y qué por breva. En Tenerife y en La Palma cuando se habla de brevas, se están refiriendo a los frutos alargados con forma igual o parecida al de la breva auténtica clásica, y son un tipo de higuera que siempre dará brevas, se trataría del fruto de la Brevera o Brevala si son negras, o de aquellas variedades que presentan un fruto alargado blanco como la 'Brevera Bicariña' o 'Tarajala'. A las variedades que presentan el fruto más redondo y pequeño se les denomina higueras y sus frutos son siempre higos.
Sin embargo, en el resto del Archipiélago Canario, y también en la península ibérica, este hecho no es así. Hay algunas variedades de higuera que tienen la característica de dar dos cosechas de fruta; una temprana, que pasa el invierno formándose en la planta y madura por el mes de mayo (estos son los llamados higos tempranos o soplones en Tenerife); y otra más tardía, que madura en pleno verano y es más abundante. A este tipo de higueras (que botánicamente se les llama bíferas frente a las uníferas que dan una sola cosecha) se denomina breva a la primera cosecha o doma, mientras que los higos son los frutos que se corresponden con la cosecha más grande de pleno verano.
La variedad 'Brevera Palmera-1' es material biológico localizado en la isla de La Palma del Archipiélago Canario, sin un nombre reconocido por el campesinado de la zona.
El « Instituto Canario de Investigaciones Agrarias » (ICIA), organismo autónomo dependiente del Gobierno de Canarias, en una iniciativa que se inscribe en el Programa de Cooperación Transnacional Madeira-Azores-Canarias (MAC 2007-2013), y en el proyecto AGRICOMAC, destinado a fomentar el uso de variedades tradicionales en el sector agrícola de la Macaronesia, estudia variedades de higuera con gran potencial productivo y comercial para la implantación de su cultivo en las islas Canarias.

## Características
La higuera 'Brevera Palmera-1' es una variedad unífera de tipo Higo Común de una sola cosecha por temporada. Árbol de vigorosidad elevada, y un buen desarrollo en terrenos favorables, copa redondeada muy apretada. Sus hojas son de 5 lóbulos en su mayoría. Sus hojas son de base acorazonada, tienen un lóbulo central ancho, con localización de pequeños lóbulos laterales en los lóbulos laterales entre el lóbulo central y lateral, y un grado de profundidad del lóbulo marcado; con Longitud x Anchura: 15,69 x 14,12 cm, siendo su área (en cm²) intermedia, con long. peciolo/long. hoja:0,48; con dientes presentes solo en los márgenes superiores, siendo el margen crenado; densidad de pelos en el haz intermedia y densidad de pelos en el envés densa, con nerviación aparente y color verde a verde oscuro; Peciolo de longitud mediana a larga con un grosor 4,56 mm, forma redondeada color verde claro. 'Brevera Palmera-1' tiene un desprendimiento de higos medio, con un rendimiento productivo mediano y periodo de cosecha medio. La yema apical cónica de color verde amarillento.
Los frutos de la higuera 'Brevera Palmera-1' tienen forma (indice) oblonga, la forma según la localización diámetro máximo piriforme, con la forma en el ápice redondeada. Los higos son de tamaño medio con un peso promedio de 34,70 gr, sus frutos tienen una anchura mediana y longitud larga, son simétricos en la forma, y uniformes en las dimensiones, cuello largo, cuya epidermis es media, de firmeza gomosa, color basal negro-púrpura, y con sobre color de bandas regulares ausentes, zonas irregulares verdes, con lenticelas en una cantidad intermedia y de un tamaño pequeño a mediano de color rosa; Ostiolo de anchura mediana, gota de miel ausente, con escamas ostiolares medianas de un color igual al de la piel, adherencia de semiadheridas, resistencia al desprendimiento resistente; Pedúnculo con forma corto grueso y longitud promedio de 5,11 mm; grietas longitudinales escasas; Costillas ninguna; con un grosor de la carne-receptáculo de 7,01 mm de color blanco, con una pulpa de color rosa, de sabor aromático, jugoso, con un % de sólidos solubles totales muy alto; con cavidad interna intermedia, con aquenios de un tamaño mediano, en una cantidad alta; los frutos maduran sobre inicios de agosto a finales de septiembre. Cosecha con rendimiento productivo mediano, y periodo de cosecha mediano. Textura áspera y facilidad de pelado de intermedia a fácil.

## Cultivo
'Brevera Palmera-1', se utiliza en alimentación humana, y en alimentación animal. Se está tratando de recuperar su cultivo en las islas Canarias.
El cultivo de las higueras en general dentro de España, Extremadura es la región con mayor superficie cultivada, en torno a las 5.300 hectáreas de un total de 11.629 has. Le siguen en extensión de cultivo islas Baleares con 2.287 has, Andalucía con 1.874 has, Galicia con 638 has, Comunidad Valenciana con 242 has, y Canarias con 290 has.